# جامعة كيس وسترن ريسرف
جامعة كيس وسترن ريسرف (بالإنجليزية: Case Western Reserve University)‏، وتسمى أيضًا على سبيل الاختصار كيس وسترن ريسرف، وكيس، وريسرف، وCWRU، هي جامعة بحثية أمريكية خاصة مقرها في كليفلاند بولاية أوهايو. أنشئت سنة 1967 كثمرة لاندماج معهد كيس للتقنية (الذي أسسه ليونارد كيس الأصغر سنة 1881) وجامعة وسترن ريسرف (جامعة المحمية الغربية، التي تأسست سنة 1826). وقد وصفت مجلة التايم ذلك الاندماج آنذاك بأنه خلق لجامعة تشكل قوة عظمى في كليفلاند.
في العام 2015 صنف موقع "U.S. News & World Report's"، برامج البكالوريوس في جامعة كيس ويسترن ريزيرف في ال37 بين الجامعات الوطنية. وقد درس في الجامعة 16 عالماً من الحائزين على جائزة نوبل. ومن الخريجين البارزين «بول Buchheit»، المبتكر والمطور الرئيسي لجوجل، مؤسس من فليكر، والشريك في "Y Combinator". كريغ نيومارك، مؤسس "craigslist.org". وأيضاً «بيت Koomen»، المؤسس المشارك والمدير من "Optimizely". وبيتر تيبت، الذي طور برنامج لقاح مضاد للفيروس، التي تم شراؤها من قبل سيمانتك وتحولت إلى شعبة ضد الفيروسات. كيس ويسترن ريزيرف بشكل خاص معروفة لمدارسها الطبية، كلية إدارة الأعمال، كلية طب الأسنان، كلية الحقوق، كلية فرانسيس باين بولتون للتمريض (التي سميت باسم نائب الكونغرس الأمريكي السابق فرانسيس P. بولتون) وقسم الهندسة الطبية الحيوية وقدراته التدريس والبحوث الطبية الحيوية. وهي أيضا مؤسسة رائدة للبحث في الكيمياء الكهربائية والهندسة الكهروكيميائية. كيس ويسترن ريزيرف تعتبر أيضاً عضو في رابطة الجامعات الأمريكية.
الجامعة تبعد ما يقرب من خمسة أميال (8 كلم) شرق وسط مدينة كليفلاند في الحي المعروف باسم منطقة 550 فدان (220 هكتار) التي يحتوي حرمها الجامعي على المؤسسات التعليمية والطبية والثقافية الأخرى. كيس ويسترن ريزيرف لديها عدد من البرامج التي تدرس بالتعاون مع مؤسسات كبيرة في كليفلاند، بما في ذلك عيادة كليفلاند، مستشفيات جامعة كليفلاند، لويس ستوكس كليفلاند والمركز الطبي لشؤون المحاربين القدماء التابع للقوات المسلحة الأمريكية، ومعهد كليفلاند للموسيقى، ومركز كليفلاند للسمع والكلام، متحف كليفلاند للفنون، ومعهد كليفلاند للفنون، ومتحف كليفلاند للتاريخ الطبيعي، واللتي تقع جميعها أيضا في حرم جامعة كيس ويسترن ريزيرف.
وقد أجريت نيكلسون، مورلي تجربة تداخل الشهيرة في عام 1887 في الطابق السفلي من مبنى لاقامة للطلاب من قبل ألبرت ميكلسون من مدرسة العلوم التطبيقية وإدوارد مورلي من جامعة ويسترن رزيرف. أثبتت هذه التجربة وعدم وجود الأثير المضيء وكان من المفهوم فيما بعد أدلة مقنعة لدعم النسبية الخاصة على النحو الذي اقترحه ألبرت أينشتاين في عام 1905. أصبح نيكلسون أول أمريكي يفوز بجائزة نوبل في العلوم.
تذكارية نيكلسون -Morley : نافورة تذكارية تقع في الحرم الجامعي، حيث تم إجراء التجربة الفعلية وهي كذلك تعتبر علامة فارقة في تاريخ ولاية أوهايو الأمريكية.

## وصلات خارجية
- الموقع الرسمي للجامعة